# Карвалью, Жуау Гилерме
Жуау Гилерме Карвалью (порт.-браз. João Guilherme Carvalho), также известный как Жуау Гилерме (порт.-браз. João Guilherme; 2 мая 1997, Лондрина, Парана) — бразильский и армянский игрок в мини-футбол, правый крайний. Выступает за клуб КПРФ.

## Биография
Родился в городе Лондрина в штате Парана. Первый контракт подписал с местным юниорским клубом «Колежио Лондриненсе» (порт.-браз. Colégio Londrinense) в 2015 году, с которым завоевал чемпионство штата среди юношей до 20 лет.
На следующий год Жуау перешёл в молодёжный «Коринтианс». Проведя два сезона в рядах «Тимаозинью», спортсмен стал чемпионом Бразилии, двукратным чемпионом метрополии Сан-Паулу (порт.-браз. Campeonato Metropolitano de Futsal Sub-20) и двукратным чемпионом штата Сан-Паулу среди юношей до 20 лет.
В 2018 году присоединился к своему первому взрослому клубу, которым стал «Жарагуа́». В 2019 году Жуау Гилерме наряду с Щимбой стал одним из открытий сезона в Национальной лиге футзала. В том же сезоне завоевал первый трофей на взрослом уровне — Кубок Трес-Короаса.
В зимнее трансферное окно 2020/21, через год после того же Щимбы, перешёл в югорский клуб «Газпром-Югра», однако в самом начале своего пребывания в России получил травму и выбыл из строя на долгое время, что не позволило ему позднее стать обладателем Кубка России 2020/21. За три сезона в клубе Жуау стал двукратным чемпионом России и обладателем Суперкубка страны.
В 2021 году был натурализован в сборную Армении, дебютировал за неё в товарищеских матчах против сборной Молдовы. Однако, в 2023 году Жуау Гилерме, наряду с многими другими игроками бразильского происхождения, был лишён возможности играть за сборную в соответствии с новыми правилами ФИФА. Также, согласно регламенту российской Суперлиги, он потерял статус не-легионера, став пятым легионером в составе команды. Так как регламент допускает наличие лишь четверых легионеров одновременно в заявке на сезон, «Газпром-Югра» отзаявил Даниэла Айрозо.
В межсезонье 2023/24 стал игроком КПРФ.

## Достижения
- Чемпион России (2): 2021/22, 2023/24
- Обладатель Кубка России: 2024/25
- Обладатель Суперкубка России: 2022
- Обладатель Кубка Трес-Короаса: 2019
- Чемпион Бразилии U-20: 2016
- Чемпион штата Сан-Паулу U-20 (2): 2016, 2017
- Чемпион метрополии Сан-Паулу U-20 (2): 2016, 2017
- Чемпион штата Парана U-20: 2015